# Хенријет (Минесота)
Хенријет (енгл. Henriette) град је у америчкој савезној држави Минесота.

## Демографија
По попису из 2010. године број становника је 71, што је 30 (-29,7%) становника мање него 2000. године.
| Група             | 2000.      | 2010.      |
| Белци             | 96 (95,0%) | 64 (90,1%) |
| Афроамериканци    | 0 (0,0%)   | 0 (0,0%)   |
| Азијати           | 0 (0,0%)   | 1 (1,4%)   |
| Хиспаноамериканци | 5 (5,0%)   | 3 (4,2%)   |
| Укупно            | 101        | 71         |